# Teslić
Teslić (serbiska kyrilliska alfabetet: Теслић) är en stad och kommun i Bosnien och Hercegovina. Staden är belägen i den centrala delen av entiteten Republika Srpska. Enligt en undersökning 1991 hade kommunen omkring 59 854 invånare medan antalet invånare i staden uppgick till 8 655, i båda fallen var majoriteten etniska serber. 
Fram till 1950-talet var staden ett av Bosnien och Hercegovina största industriella centrum. Innan inbördeskriget i forna Jugoslavien hade staden en stark trä- och kemiindustri. Idag baseras stor del av industrin på trä, konfektion, mjölk, telekommunikation, byggmaterial och metallproduktion. 
Staden är ett känt turistmål, mest på grund av Banja Vrućica, ett rehabiliteringscenter känt för behandling av kardiovaskulära sjukdomar. 